# Héritages et vieux fantômes
Pour plus de détails, voir Fiche technique et Distribution.
Héritages et vieux fantômes (Happy Ever After, littéralement « Heureux jusqu'à la fin des temps ») est une comédie britannique produite et réalisée par Mario Zampi, sorti en 1954.

## Synopsis
À la mort du Général O'Leary (A. E. Matthews), son héritier (David Niven) pense faire main basse sur la fortune du défunt avant de quitter le pays. Mais certaines traditions ont la vie dure, et les villageois ne seront pas les seuls à tenter de lui faire entendre raison…

## Fiche technique
Sauf indication contraire, les informations mentionnées dans cette section peuvent être confirmées par la base de données cinématographiques IMDb,  présente dans la section « Liens externes ».
- Titre original : Happy Ever After
- Titre français : Héritage et vieux fantômes
- Réalisation : Mario Zampi
- Scénario : Jack Davies et Michael Pertwee
- Musique : Stanley Black
- Direction artistique : Ivan King
- Photographie : Stanley Pavey
- Son : Harold V. King
- Montage : Kathleen Connors
- Production : Mario Zampi

Production associée : Giulio Zampi
- Sociétés de production : Mario Zampi Productions ; Associated British Picture Corporation (coproduction)
- Sociétés de distribution : Associated British-Pathé (Royaume-Uni) ; Columbia Films (France)
- Pays d'origine :  Royaume-Uni
- Langue originale : anglais
- Genre : comédie
- Format : couleur (Technicolor) — 35 mm — 1,37:1 — Son : Mono (RCA Sound System)
- Durée : 88 minutes
- Dates de sortie :
  - Royaume-Uni : 29 juin 1954 (Londres)
  - France : 8 juillet 1955
- Affiche : Georges Kerfyser (France)

## Distribution
- David Niven : Jasper O'Leary
- Yvonne De Carlo : Serena McGluskey
- Barry Fitzgerald : Thady O'Heggarty
- George Cole : Terence
- A. E. Matthews : le général O'Leary
- Noelle Middleton : Kathy McGluskey
- Robert Urquhart : le docteur Michael Flynn
- Michael Shepley : le major McGluskey
- Joseph Tomelty : Dooley
- Eddie Byrne : Lannigan
- Liam Redmond : Regan